# Luca Steiner
Luca Steiner (Zurigo, 21 agosto 1991) è un giocatore di football americano svizzero che gioca nel ruolo di defensive end per gli Helvetic Mercenaries.

## Palmarès
- 1 Herbst Cup C (Zürich State Spartans, 2020)